# Daniele Galli
Daniele Galli (Premosello-Chiovenda, 4 giugno 1954) è un politico italiano.

## Biografia

### Attività politica
dal 28 febbraio 2025 presiede il Comitato referendario  "Energia per Tutti " costituito per l'abolizione dalla fatturazione elettrica degli " Oneri generali di Sistema" impattanti oltre il 25% dell'importo totale ,  deposito in Cassazione in data  24 marzo 2025
Vice Presidente di Asso-Consum, associazione per la difesa dei consumatori, degli utenti e dei cittadini, componente CNCU,
Entra in politica nella Lega Nord; nel 1994 viene eletto Consigliere comunale a Borgomanero, divenendo in seguito Assessore ai lavori pubblici.
è stato primo segretario provinciale eletto di F.I. nel novarese fino alla elezione alla Camera 
è stato vice coordinatore regionale piemontese di F.I. fino al 2008
è stato segretario regionale del movimento politico  "Io Amo l'Italia " dal 2009 al 2011

### Consigliere regionale del Piemonte
Alle elezioni regionali in Piemonte del 1995 viene eletto Consigliere nelle liste della Lega Nord, in provincia di Novara.
Nel 1996 abbandona la Lega Nord con l'accuirsi della fase seccessionista e passa a Forza Italia.
Viene rieletto in Consiglio regionale anche alle successive regionali del 2000 come primo eletto in provincia di Novara nelle liste di Forza Italia.

### Elezione a deputato
Alle elezioni politiche del 2001 viene eletto alla Camera dei Deputati, nel collegio uninominale di Borgomanero sostenuto dalla Casa delle Libertà (in quota FI).
Viene rieletto deputato anche alle successive elezioni politiche del 2006, nelle liste di Forza Italia nella circoscrizione Piemonte 2.
A giugno del 2006, interviene con un'interrogazione parlamentare rivolta al Ministro della Giustizia Clemente Mastella in merito all'imputazione di Oriana Fallaci per il libro La forza della ragione e per il reato di vilipendio alla religione islamica, a seguito delle denuncia presentata a Bergamo da Adel Smith, presidente dell'Unione dei Musulmani d'Italia.
Nuovamente ricandidato alla Camera dei Deputati anche alle elezioni politiche del 2008, nelle liste del Popolo della Libertà, risulta tuttavia il quarto dei non eletti.
Torna alla camera l'11 gennaio 2012, subentrando a Marco Zacchera, che ha optato per la carica di Sindaco di Verbania.
Il 29 febbraio 2012 abbandona il Popolo della Libertà e aderisce come indipendente al gruppo di Futuro e Libertà per l'Italia di Gianfranco Fini.
Alle elezioni politiche del 2013 è ricandidato alla Camera dei Deputati, nelle liste di Futuro e Libertà per l'Italia come indipendente, ma non viene più rieletto.
Nel 2015 aderisce ai Conservatori e Riformisti, il partito di Raffaele Fitto, per poi confluire nel 2017 in Direzione Italia, del quale diviene Coordinatore provinciale a Novara.
Al referendum costituzionale del 2016 costituisce i comitati Referendum Comitato per il NO e LA RIFORMA COSTITUZIONALE: Uniti per il No.
Alle elezioni politiche del 2018 è candidato alla Camera dei Deputati, nelle liste di Noi con l'Italia, nella quota proporzionale della circoscrizione Piemonte 2, ma non viene eletto.